# I Call Your Name
För andra betydelser, se I Call Your Name (olika betydelser).

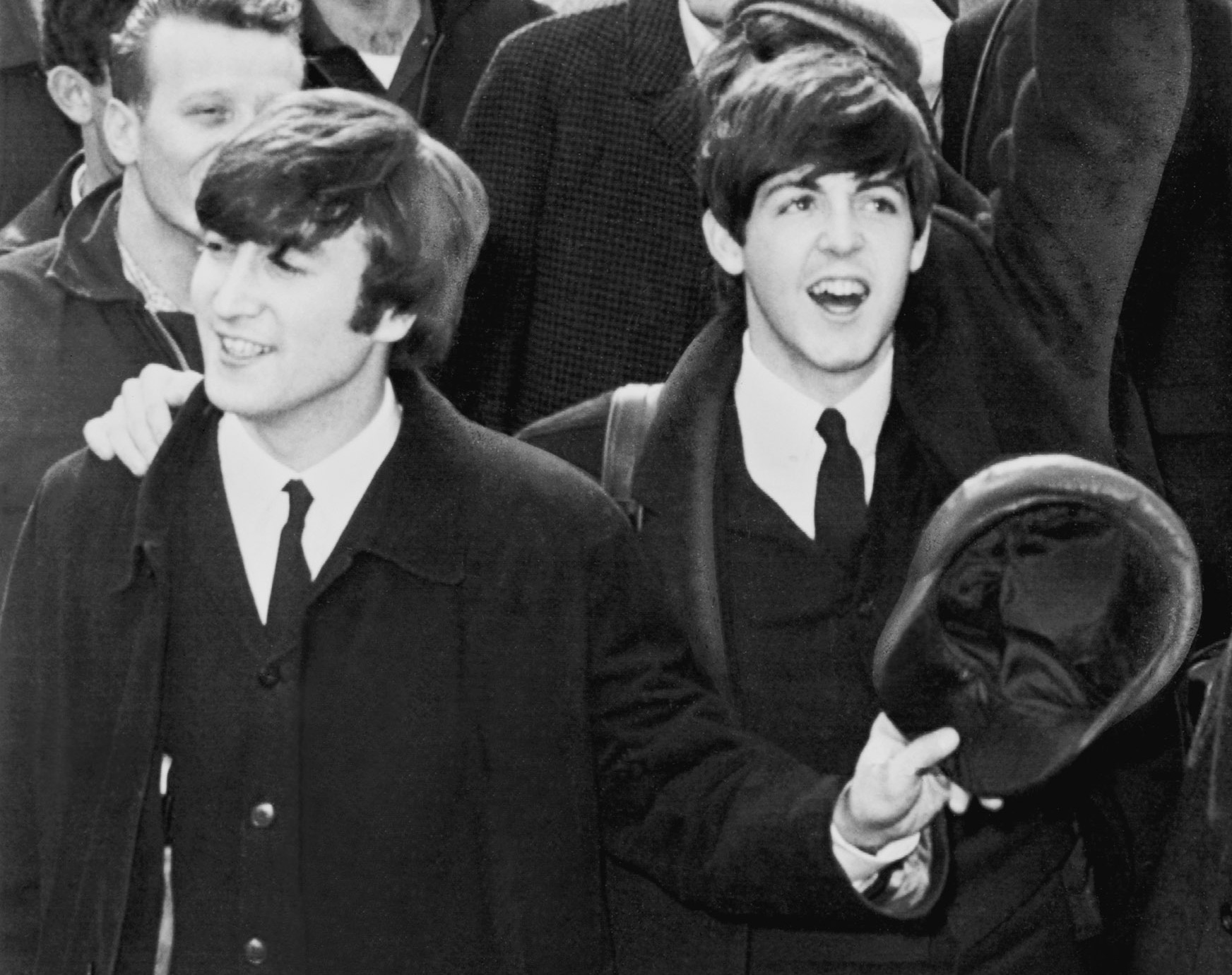
John Lennon och Paul McCartney 1964

"I Call Your Name" är en sång av Lennon–McCartney (huvudsakligen skriven av John Lennon) Den spelades först in av Billy J. Kramer and The Dakotas, som också var knutna till managern Brian Epsteins stall och producenten George Martin på skivbolaget Parlophone. Den släpptes av Kramer som B-sida till singeln Bad to Me den 26 juli 1963. Även denna låt var skriven av Lennon/McCartney, och blev #1 i slutet av 1963. 
Även The Beatles spelade in I Call Your Name i en tagning 1 mars 1964. Den gavs först ut på den amerikanska LP:n The Beatles' Second Album den 10 april 1964 och kom senare med på den europeiska EP:n Long Tall Sally den 19 juni 1964. 
Inspelningen innehåller förutom de vanliga instrumenten även koskälla, som Ringo Starr spelar. I sticket (Don't you know I can't take it...) spelar kompet en ska-rytm, något förvånande eftersom den musikstilen inte var känd utanför Jamaica vid denna tid. Kanske hade Beatles hört ett förhandsexemplar av Millie Smalls My Boy Lollipop som gavs ut strax efter inspelningen av I Call Your Name.
The Mamas & The Papas spelade 1966 in en cover på "I Call Your Name" på sitt album If You Can Believe Your Eyes and Ears.